# Burg Appenzell
Burg Appenzell ist ein Kinder- und Brettspiel für bis zu vier Personen von Jens-Peter Schliemann und Bernhard Weber, das 2007 beim Zoch Verlag erschienen ist. Bei dem Spiel versuchen die Spieler mit ihren Mäuse-Figuren auf einem variablen und dreidimensionalen Spielplan mehrere unterschiedliche Käsesorten einzusammeln.
Das Spiel wurde 2007 mit dem Deutschen Kinderspielepreis und der Essener Feder für die beste Spielanleitung ausgezeichnet. Zudem wurde es auf die Empfehlungsliste des Spiel des Jahres 2007 aufgenommen und gewann 2008 den norwegischen Spielepreis Årets Spill und 2009 den französischen As d’Or – Jeu de l’Année enfants, jeweils als bestes Kinderspiel des Jahres.

## Thema und Ausstattung
Burg Appenzell wird auf einem dreidimensionalen Spielplan mit drei Ebenen gespielt. Dabei besteht die unterste Ebene aus insgesamt 34 Plättchen, die auf der Unterseite der Spieleschachtel so angeordnet werden, dass sie in einem vorgegebenen Raster verschiebbar sind; unterhalb dieser Plättchen befindet sich das „Kellergewölbe“ in Form von Löchern in der Spieleschachtel, die durch die darüber liegenden Schiebeplättchen abgedeckt sind. Auf 21 der Plättchen sind Käsesorten abgebildet, wobei jeweils drei Plättchen in sieben verschiedenen Sorten vorhanden sind. 10 weitere Plättchen sind ohne Käse und drei bestehen nur aus einem Rahmen mit einem Loch, das als Mausefalle dient. Über dieser Lage aus Plättchen befindet sich ein fester Gitterspielplan mit 33 Löchern, durch die die Plättchen sichtbar sind. Die oberste Lage bilden Dachplättchen, die das Spielfeld mit den Käsesorten abdecken und so für die Spieler verbergen.
In den Ecken stehen jeweils kleine Türmchen, die als Startfelder für die Spieler fungieren. Zudem gibt es vier Sets aus Mäuse-Spielfiguren in den vier Spielerfarben sowie 28 Käseplättchen, sodass von jeder Käsesorte vier Plättchen vorhanden sind.

## Spielweise

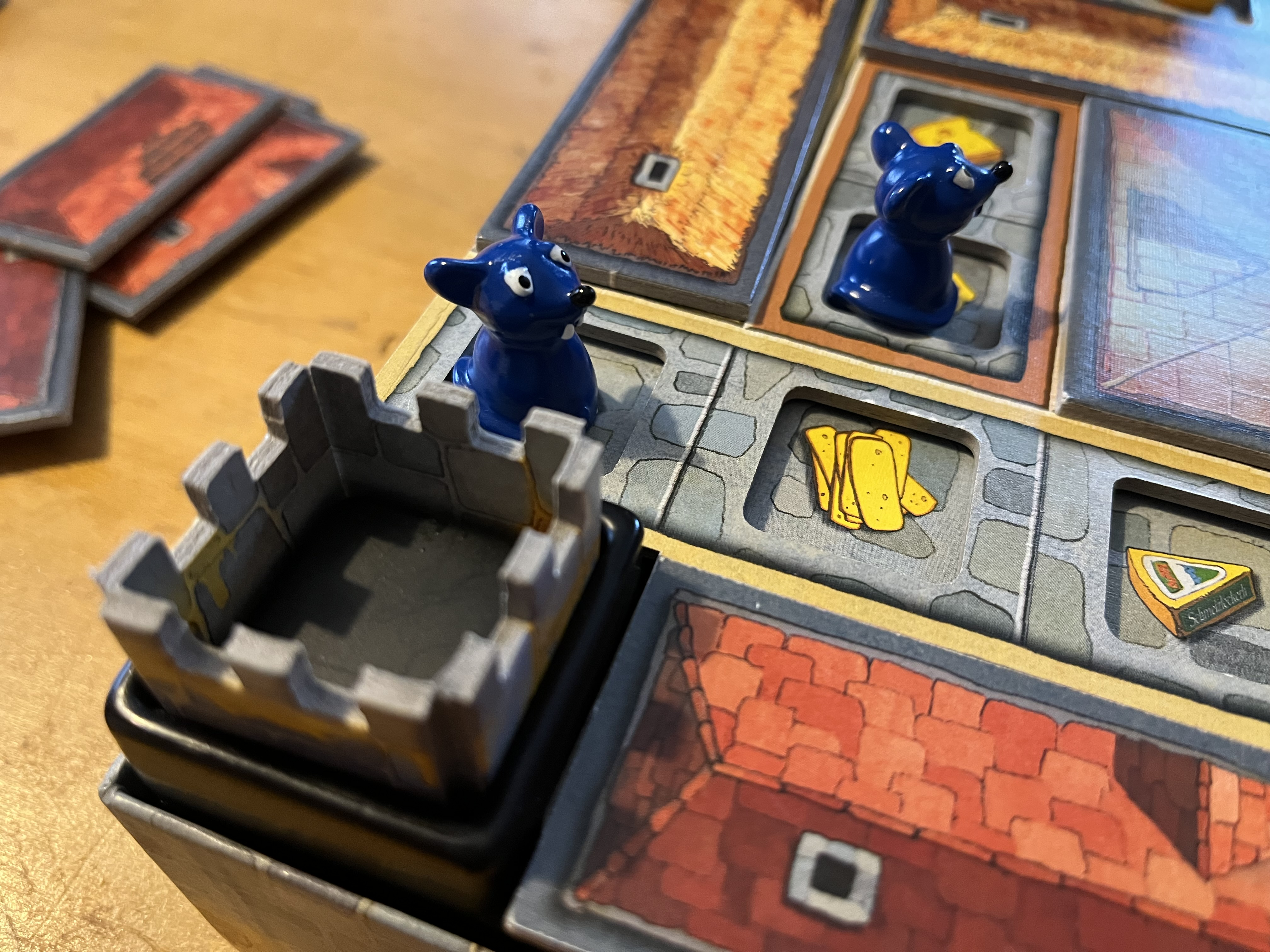
Maus auf dem Spielplan

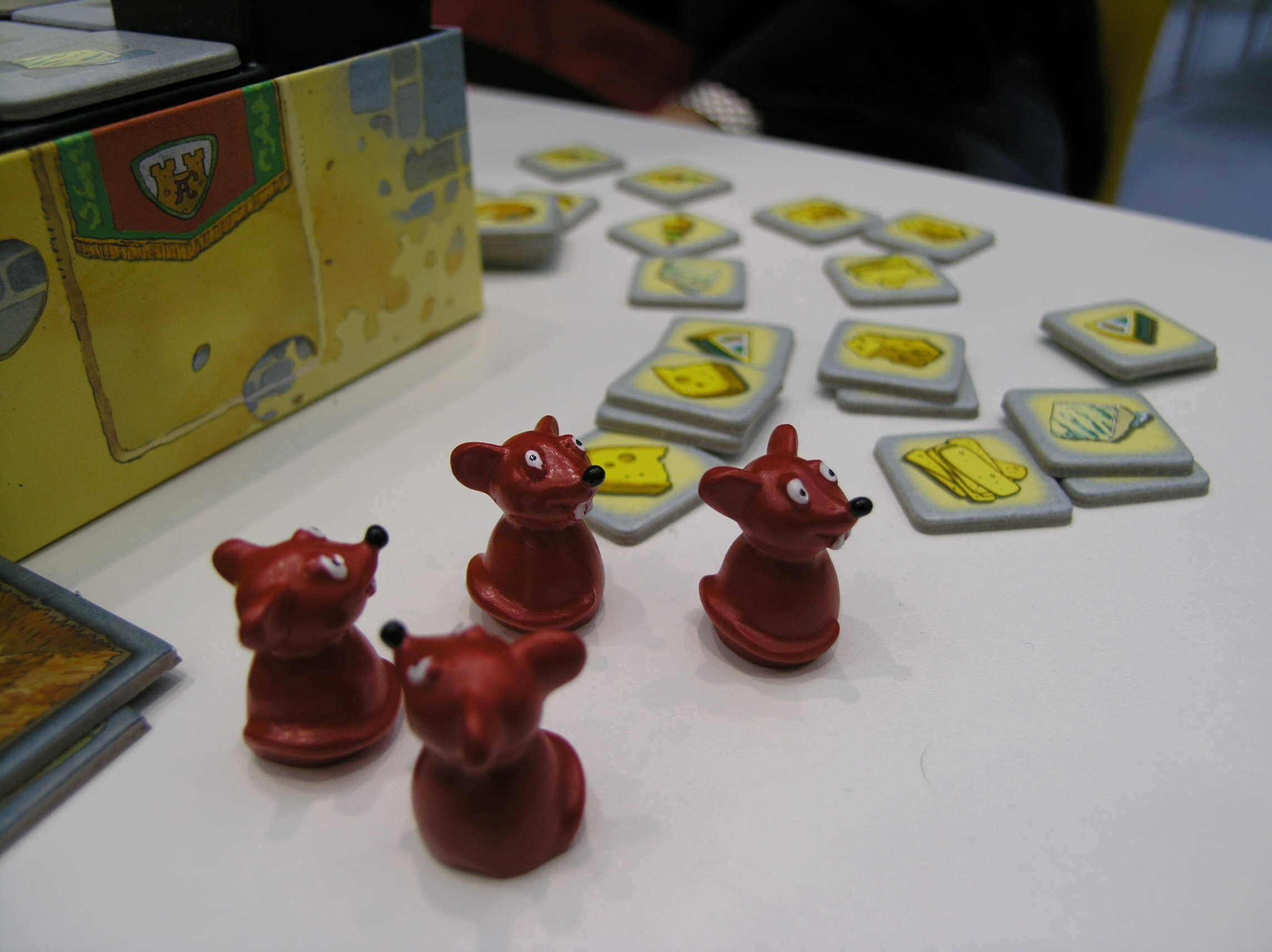
Mäuse und Käseplättchen

Zur Spielvorbereitung wird das Spielfeld entsprechend der Spieleanleitung aufgebaut. Jeder Mitspieler wählt sich eine Spielerfarbe und platziert eine seiner Mäusefiguren in einem der vier Türme in den Spielfeldecken. Eines der Schiebeplättchen bleibt beim Aufbau übrig und wird zusammen mit den Käseplättchen neben das Spielfeld gelegt. Danach wird ein Startspieler bestimmt und das Spiel wird im Uhrzeigersinn gespielt.
Die Spieler machen jeweils einen Zug und dürfen dabei bis zu vier Aktionen durchführen. Dabei dürfen sie einzelne Dachelemente aufdecken, jeweils eine ihrer Figuren um ein Feld bewegen und die Schiebeplättchen durch Einführen des übrig gebliebenen Plättchens schieben. Schieben darf der Spieler dabei nur einmal in seinem Zug, die anderen Aktionen dürfen mehrfach durchgeführt werden:
- Zum Aufdecken wählen die Spieler jeweils ein Dachplättchen, das waagerecht, senkrecht oder diagonal an einer ihrer Mäusefiguren angrenzt. Sie nehmen das jeweilige Dachplättchen und legen es beiseite, dadurch werden die darunterliegenden Schichten des Spielplans sichtbar.
- Zum Laufen bewegen die Spieler eine ihrer Mäusefiguren jeweils in horizontaler oder vertikaler Richtung um ein Feld weiter. Sie können zudem eine Figur aus einem Turm hinaus oder in einen beliebigen Turm hineinbewegen, was jeweils als ein Schritt gewertet wird. Mäuse dürfen nicht über geschlossene Dächer oder Mausefallen laufen und sie dürfen auch nicht in einen Turm zurückgehen. In einem Zug darf ein Spieler auch mehrere Mäuse bewegen.
- Zum Schieben schiebt der aktive Spieler das auf dem Tisch liegende Schiebeplättchen an einer beliebigen markierten Stelle in das Raster und bewegt damit eine vollständige Reihe, sodass am Ende ein anderes Plättchen herausfällt. Während seines Zuges darf ein Spieler nur einmal schieben, wobei ihm freisteht, dies am Anfang, in der Mitte oder am Ende seines Zuges zu tun. Fällt beim Schieben eine Maus durch eine Mausefalle in das darunterliegende Kellergewölbe, bleibt sie dort und scheidet für den Rest des Spieles aus.

Die Spieler versuchen durch ihre Aktionen jeweils Käseplättchen von den unterschiedlichen Käsesorten zu bekommen. Um ein Käseplättchen zu bekommen, müssen sie jeweils gleichzeitig zwei ihrer Mäusefiguren auf gleichartige Käseplättchen auf dem Spielbrett stehen haben; das kann auch beim Verschieben durch einen anderen Spieler passieren und manchmal kann ein Spieler auch mehr als ein Käsestück im gleichen Zug bekommen. Jeder Spieler darf jede Käsesorte nur einmal sammeln. Am Ende jedes Spielzuges werden alle Bereiche, in denen keine Maus steht, wieder mit Dachflächen abgedeckt.
Das Spiel endet, wenn ein Spieler vier verschiedene Käseplättchen gesammelt hat. Alternativ endet das Spiel, wenn die dritte Maus eines Spielers in den Gewölbekeller gefallen ist, dann gewinnt der Spieler, der die meisten Käsestücke besitzt.

## Entwicklung und Rezeption

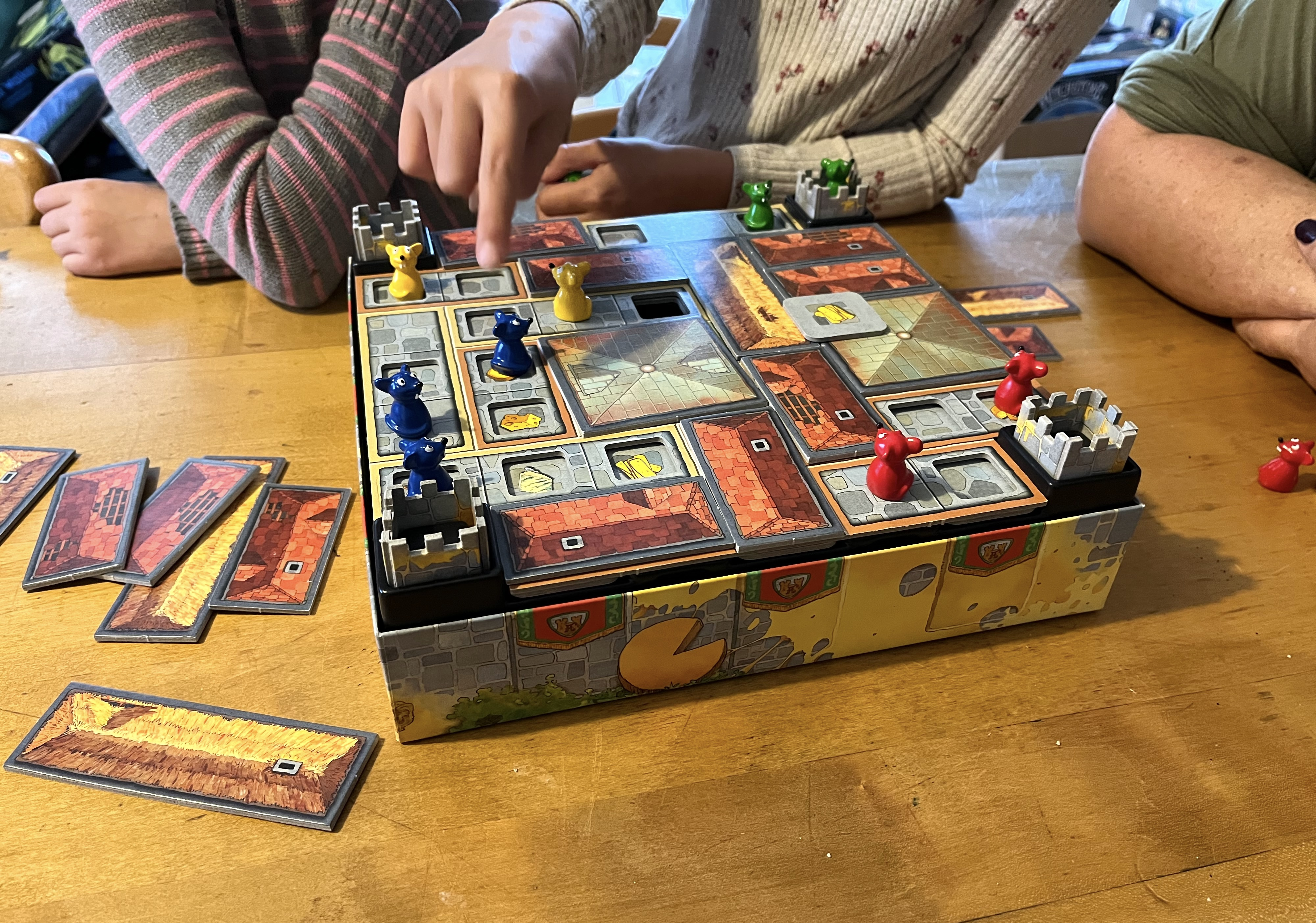
Burg Appenzell

Das Spiel Burg Appenzell wurde von Jens-Peter Schliemann und Bernhard Weber entwickelt und erschien 2007 beim Zoch Verlag auf Deutsch und in einer mehrsprachigen Version auf Deutsch, Englisch und Französisch. Im gleichen Jahr erschienen Versionen auf Englisch/Französisch bei Gigamic und Rio Grande Games und auf Ungarisch bei Piatnik, im Folgejahr zudem auf Niederländisch bei 999 Games sowie in einer mehrsprachigen nordischen Ausgabe auf Schwedisch, Finnisch, Norwegisch und Dänisch bei Lautapelit.fi. 2016 erschien zudem eine chinesische Version bei Broadway Toys LTD und 2021 eine italienische Version bei Red Glove. Zoch legte das Spiel 2022 erneut auf Englisch, Französisch und Deutsch auf.
2007 wurde das Spiel auf die Empfehlungsliste des Spiel des Jahres 2007 aufgenommen sowie mit dem Deutschen Kinderspielepreis und der Essener Feder ausgezeichnet. Es wurde zudem 2007 beim Japan Boardgame Prize als bestes Kinderspiel und als bestes Anfängerspiel nominiert und gewann 2008 den norwegischen Spielepreis Årets Spill sowie 2009 den französischen As d’Or – Jeu de l’Année enfants, jeweils als bestes Kinderspiel des Jahres.
Im Erscheinungsjahr 2007 erschien mit Völlig mausgeflippt eine Mini-Erweiterung mit zwei doppelseitig bedruckten Plättchen in der Mai-Ausgabe der Zeitschrift spielbox, die im Oktober zudem auf den Internationalen Spieltagen in Essen verteilt wurde. Eine größere Erweiterung erschien 2008 mit Cheesy Gonzola mit weiteren Mäusen, Material für einen fünften Spieler sowie zusätzlichen Elementen wie einer Maus mit Sombrero, die nicht durch Mausefallen fallen kann, und zusätzlichen Schiebeplättchen.

## Belege
1. 1 2 3 4 5 6  
Spielanleitung Burg Appenzell, Zoch Verlag 2007
2. 1 2  
Versionen von Burg Appenzell in der Spieledatenbank BoardGameGeek (englisch); abgerufen am 12. November 2022.
3. ↑  
Burg Appenzell auf der Website des Spiel des Jahres e.V.; abgerufen am 12. November 2022.
4. ↑  
Burg Appenzell Erweiterung: Völlig mausgeflippt in der Spieledatenbank BoardGameGeek (englisch); abgerufen am 12. November 2022.
5. ↑  
Cheesy Gonzola in der Spieledatenbank BoardGameGeek (englisch); abgerufen am 12. November 2022.